# Erik Eklundh

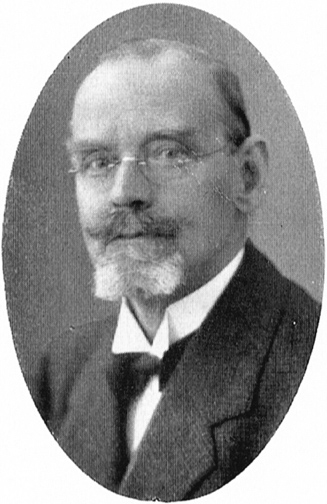
Erik Eklundh

Karl Erik Wilhelm Eklundh, född 1868 i Stockholm, död 6 februari 1934 i Råsunda, var en svensk arkitekt.
Efter studier vid Byggnadsavdelningen på Tekniska skolan var Eklundh anställd på olika arkitektkontor i Stockholm. Han drev även egen verksamhet i staden. 
Mellan 1920 och 1933 var han stadsarkitekt i Sollefteå. Eklundh är begravd på Norra begravningsplatsen utanför Stockholm.

## Verk i urval

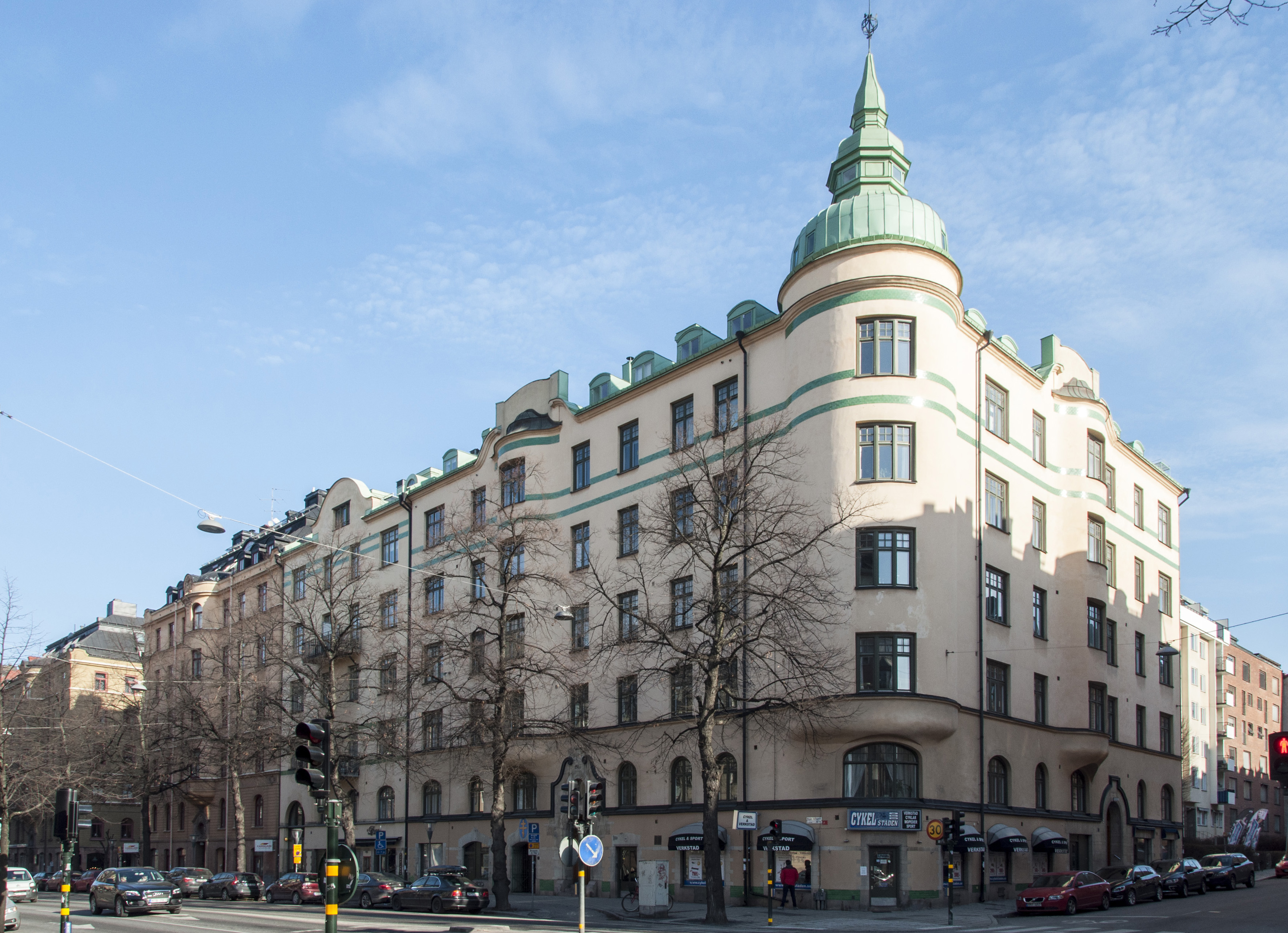
Morkullan 31 och 2 i Stockholm, med Kristi förklarings ortodoxa kyrka

- Flertalet bostadshus i kvarteret Piskan, Stockholm, 1902
- Alfred Lundins bokbinderi vid Klara södra kyrkogata 15, Stockholm, 1902
- Bostadshus i kvarteret Morkullan, Stockholm, 1905
- Ombyggnad av hotell Kronprinsen, Drottninggatan, Stockholm.
- Ombyggnad av restaurang Hasselbacken, Djurgården, Stockholm, 1906.
- Kafé Granpaviljongen, Norra Djurgården, Stockholm, 1919.
- Centralhotellet, Sollefteå, 1922.
- Ett flertal villor, bland annat Villa Hernod, Järnvägsgatan 3, Sollefteå, 1924.
- Ombyggnad av Appelbergs hotell, Sollefteå.
- Ombyggnad av Bouvins järnaffär, Sollefteå.
- Ombyggnad av Sollefteå lasarett
- Ombyggnad av stadshotellet i Härnösand